# Yoania amagiensis
Yoania amagiensis là một loài thực vật có hoa trong họ Lan. Loài này được Nakai & F.Maek. miêu tả khoa học đầu tiên năm 1931.